# Alexander Alexejewitsch Schkwarzew

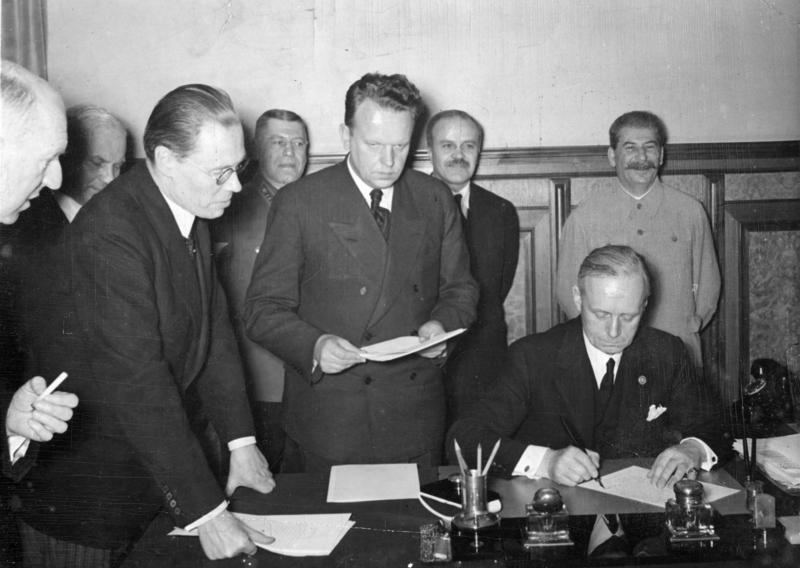
Schkwarzew (Mitte) bei der Unterzeichnung des Deutsch-Sowjetischen Grenz- und Freundschaftsvertrags

Alexander Alexejewitsch Schkwarzew (russisch: Александр Алексеевич Шкварцев) (1900–1970) war ein sowjetischer Diplomat und Textilwissenschaftler.
Alexander Schkwarzew übernahm im September 1939 den Posten des sowjetischen Botschafters in Deutschland. In den Monaten zuvor hatte Georgi Astachow den nach Moskau zurückbeorderten Botschafter Alexei Merekalow während den Verhandlungen zum Hitler-Stalin-Pakt vertreten.
Schkwarzew zeigte wenig Eignung für das Amt und wurde am 26. November 1940 durch Wladimir Dekanosow ersetzt.